# Govert Buijs
Govert Buijs is hoogleraar filosofie aan de Vrije Universiteit. Hij promoveerde op een proefschrift over Eric Voegelin. Zijn interessegebieden zijn filosofie van economie, politiek en religie. Samen met Ad Verbrugge en Jelle van Baardewijk schreef hij Het Goede Leven en de Vrije Markt waarvoor zij de Socrates Wisselbeker kregen.